# Теорема Лестер

Точки Ферма, центр кола дев'яти точок (світло-блакитного), і центр описаного кола зеленого трикутника лежать на колі Лестер (чорне).

Теорема Лестер - твердження в геометрії трикутника, згідно з яким у будь-якому різнобічному трикутнику дві точки Ферма, центр дев'яти точок і центр описаного кола лежать на одному колі (колі Лестер). Названа ім'ям канадської математикині Джун Лестер (June Lester).

## Доведення

### Доведення Гіберта за допомогою гіперболи Кіперта
Теорема про коло Лестер випливає з загальнішого твердження Б. Гіберта (2000), а саме, що будь-яке коло, діаметр якого є хордою гіперболи Кіперта трикутника і перпендикулярний до його прямої Ейлера, проходить через точки Ферма.

### Лема Дао на прямокутній гіперболі

Теорема Дао про прямокутну гіперболу

2014 року Дао Танх Оай (Đào Thanh Oai) показав, що результат Гіберта випливає з властивостей прямокутних гіпербол. А саме, нехай точки {\displaystyle H} і {\displaystyle G} лежать на одній гілці прямокутної гіперболи {\displaystyle S}, а {\displaystyle F_{+}} і {\displaystyle F_{-}} - дві точки на {\displaystyle S}, симетричні відносно її центру (точки-антиподи), в яких дотичні прямі до {\displaystyle S} паралельні прямій {\displaystyle HG}.
Нехай {\displaystyle K_{+}} і {\displaystyle K_{-}} - дві точки на гіперболі, дотичні прямі в яких перетинаються в точці {\displaystyle E} на прямій {\displaystyle HG}. Якщо пряма {\displaystyle K_{+}K_{-}} перетинає {\displaystyle HG} в точці {\displaystyle D}, і перпендикуляр у середині відрізка {\displaystyle DE} перетинає гіперболу в точках {\displaystyle G_{+}} і {\displaystyle G_{-}}, то шість точок {\displaystyle F_{+},F_{-},E,F,G_{+},G_{-}} лежать на одному колі.
Щоб отримати теорему Лестер із цього результату, слід взяти як {\displaystyle S} гіперболу Кіперта трикутника, як точки {\displaystyle F_{+},F_{-}} - точки Ферма, точками {\displaystyle K_{+},K_{-}} будуть внутрішня і зовнішня точки Вектена, точками {\displaystyle H,G} будуть ортоцентр і центроїд трикутника.